# Wang Chen (Tischtennisspielerin)
Wang Chen (* 17. Januar 1974 in Peking) ist eine ehemalige chinesische und später US-amerikanische Tischtennisspielerin, die mit der chinesischen Mannschaft Asienmeister und Weltmeister wurde.

## Werdegang in China
Mit sieben Jahren kam Wang Chen erstmals mit Tischtennis in Berührung und schloss sich einem Verein an. Wegen ihres Talentes verließ sie zwei Jahre später die Schule und ging in ein Sportinternat. Als Elfjährige gehörte sie zum Junioren-Nationalteam. 1989 gewann sie bei den Asienmeisterschaften der Junioren den Titel mit der Mannschaft, im Doppel mit Wu Na gelangte sie ins Finale.
1992 nahm sie erstmals an den Asienmeisterschaften für Erwachsene teil und kam im Einzel ins Halbfinale. Bei ihrer zweiten Teilnahme 1996 holte sie drei Medaillen: Silber im Einzel und Doppel (mit Wu Na), Gold mit dem chinesischen Team. Zweimal wurde sie für die Teilnahme an den Weltmeisterschaften nominiert. 1995 gewann sie im Einzel Bronze, 1997 wurde sie mit der chinesischen Mannschaft Weltmeister. Beim World Cup kam sie 1996 auf Platz drei.
In der ITTF-Weltrangliste belegte Wang Chen Ende 1997 Platz vier.
Als sie 1996 nicht für die Olympischen Sommerspiele berücksichtigt wurde und auch eine Teilnahme in 2000 unwahrscheinlich erschien, zog sie sich 1998 aus der chinesischen Nationalmannschaft zurück und beendete vorerst ihre internationale Laufbahn. Sie spielte nun bei einigen europäischen Vereinen und übersiedelte 2000 zu ihrer Schwester in die Vereinigten Staaten nach New Jersey.

## Zeit in den Vereinigten Staaten
Nach einer Pause trat Wang Chen wieder auf Turnieren, etwa auf Pro-Tour-Turnieren, auf. 2006 erhielt sie die amerikanische Staatsbürgerschaft und war somit im Nationalteam spielberechtigt. 2006 und 2007 wurde sie nordamerikanische Meisterin im Einzel, 2007 und 2008 startete sie bei den Weltmeisterschaften. 2008 nahm sie zudem an den Olympischen Spielen in Peking teil, wo sie im Einzel das Viertelfinale erreichte und mit der amerikanischen Mannschaft, die mit Guo Jun, Crystal Huang und Wang Chen ausschließlich aus in China-gebürtigen Damen bestand, Platz fünf belegte.
Im August 2008 kündigte Wang Chen das Ende ihrer Karriere an.

## Aktivitäten in Europa
Mitte der 1990er Jahre spielte Wang Chen in Ungarn bei Statisztika Petőfi SC, später beim österreichischen Verein ASKÖ Froschberg-Linz. 1999 wurde sie vom TTC Langweid für die deutsche Bundesliga verpflichtet. Als Anfang 2000 bekannt wurde, dass sie auch für den chinesischen Verein Beijing Taiyang Medicine Table Tennis Club spielte, wurde sie vom Deutschen Tischtennis-Bund DTTB für die Bundesliga gesperrt. Später stand sie wieder im Aufgebot von Froschberg, um 2004 wieder in die Bundesliga zum TTC HS Schwarza zurückzukehren. 2006 schloss sie sich der SV Böblingen an, ein Jahr später wechselte sie zum niederländischen MS Services Heerlen.

## Privat
Wang Chen ist seit 2006 mit einem US-Amerikaner verheiratet.

## Turnierergebnisse
| Verband | Veranstaltung                      | Jahr | Ort             | Land | Einzel        | Doppel        | Mixed      | Team |
| ------- | ---------------------------------- | ---- | --------------- | ---- | ------------- | ------------- | ---------- | ---- |
| CHN     | Asienmeisterschaft ATTU            | 1996 | Kallang         | SIN  | Silber        | Silber        |            | 1    |
| CHN     | Asienmeisterschaft ATTU            | 1992 | New Delhi       | IND  | Halbfinale    |               |            |      |
| CHN     | Asian Cup                          | 1997 | Pune            | IND  | 1             |               |            |      |
| CHN     | Asian Cup                          | 1994 | Shanghai        | CHN  | Halbfinale    |               |            |      |
| CHN     | Asian Cup                          | 1993 | Shunde          | CHN  | 3             |               |            |      |
| CHN     | Asienmeisterschaft ATTU (Junioren) | 1989 | New Delhi       | IND  |               | Silber        |            | 1    |
| USA     | Nord-Amerika Meisterschaft         | 2007 | Laval           | CAN  | Gold          |               |            |      |
| USA     | Nord-Amerika Meisterschaft         | 2006 | Rochester       | USA  | Gold          |               |            |      |
| USA     | Olympische Spiele                  | 2008 | Peking          | CHN  | Viertelfinale |               |            | 5    |
| USA     | PAN-American Games                 | 2007 | Rio de Janeiro  | BRA  | Halbfinale    |               |            | 1    |
| USA     | Pro Tour                           | 2008 | Singapur        | SIN  | Viertelfinale |               |            |      |
| USA     | Pro Tour                           | 2008 | Daejeon         | KOR  | letzte 32     |               |            |      |
| USA     | Pro Tour                           | 2008 | Yokohama        | JPN  | letzte 32     |               |            | 5    |
| USA     | Pro Tour                           | 2008 | Santiago        | CHI  | Viertelfinale |               |            |      |
| USA     | Pro Tour                           | 2008 | Belo Horizonte  | BRA  | Halbfinale    |               |            |      |
| USA     | Pro Tour                           | 2008 | Doha            | QAT  | letzte 32     |               |            |      |
| USA     | Pro Tour                           | 2008 | Kuwait City     | KUW  | letzte 16     |               |            |      |
| USA     | Pro Tour                           | 2008 | Velenje         | SVN  | letzte 32     |               |            |      |
| USA     | Pro Tour                           | 2007 | Chiba           | JPN  | letzte 64     |               |            |      |
| USA     | Pro Tour                           | 2007 | Seongnam        | KOR  | letzte 16     | letzte 16     |            |      |
| USA     | Pro Tour                           | 2007 | Santiago        | CHI  | letzte 16     | letzte 16     |            |      |
| USA     | Pro Tour                           | 2007 | Salwa Cup       | KUW  | letzte 32     |               |            |      |
| USA     | Pro Tour                           | 2007 | Velenje         | SVN  | letzte 64     |               |            |      |
| USA     | Pro Tour                           | 2007 | Zagreb          | HRV  | letzte 32     |               |            |      |
| USA     | Pro Tour                           | 2006 | Bayreuth        | GER  | letzte 64     |               |            |      |
| USA     | Pro Tour                           | 2006 | Santiago        | CHI  | Viertelfinale | letzte 16     |            |      |
| USA     | Pro Tour                           | 2004 | Chicago         | USA  | letzte 16     | Gold          |            |      |
| USA     | Pro Tour                           | 2004 | Rio de Janeiro  | BRA  | Viertelfinale | letzte 16     |            |      |
| USA     | Pro Tour                           | 2004 | Athen           | GRE  | letzte 16     | letzte 16     |            |      |
| USA     | Pro Tour                           | 2004 | Croatia         | HRV  | Viertelfinale | letzte 16     |            |      |
| USA     | Pro Tour                           | 2003 | Malmö           | SWE  | letzte 32     | Scratched     |            |      |
| USA     | Pro Tour                           | 2003 | Aarhus          | DEN  | letzte 32     | letzte 16     |            |      |
| USA     | Pro Tour                           | 2003 | Bremen          | GER  | letzte 32     |               |            |      |
| USA     | Pro Tour                           | 2003 | Johor Bahru     | MAS  | letzte 32     | Halbfinale    |            |      |
| USA     | Pro Tour                           | 2003 | Kobe            | JPN  | letzte 32     | Viertelfinale |            |      |
| USA     | Pro Tour                           | 2003 | Jeju-Si         | KOR  | letzte 16     | letzte 16     |            |      |
| USA     | Pro Tour                           | 2003 | Rio             | BRA  | Viertelfinale | letzte 16     |            |      |
| USA     | Pro Tour                           | 2003 | Doha            | QAT  | letzte 16     | Silber        |            |      |
| CHN     | Pro Tour                           | 2001 | Fort Lauderdale | USA  | Rd 1          |               |            |      |
| CHN     | Pro Tour                           | 1998 | Ji' Nan City    | CHN  | letzte 32     | Halbfinale    |            |      |
| CHN     | Pro Tour                           | 1998 | Melbourne       | AUS  | Silber        | Halbfinale    |            |      |
| CHN     | Pro Tour                           | 1998 | Kota Kinabalu   | MAS  | Viertelfinale | Gold          |            |      |
| CHN     | Pro Tour                           | 1997 | Zhuhai          | CHN  | Halbfinale    | Rd 1          |            |      |
| CHN     | Pro Tour                           | 1997 | Chiba           | JPN  | Gold          | Viertelfinale |            |      |
| CHN     | Pro Tour                           | 1997 | Ipoh            | MAS  | Halbfinale    | Halbfinale    |            |      |
| CHN     | Pro Tour                           | 1997 | Melbourne       | AUS  | Halbfinale    | Silber        |            |      |
| CHN     | Pro Tour                           | 1996 | Brisbane        | AUS  | Gold          | Gold          |            |      |
| CHN     | Pro Tour                           | 1996 | Kitaku-Shu      | JPN  |               | Viertelfinale |            |      |
| CHN     | Pro Tour                           | 1996 | Xi’an           | CHN  | Gold          | Gold          |            |      |
| CHN     | Pro Tour Grand Finals              | 1997 | Hong Kong       | HKG  | letzte 16     |               |            |      |
| CHN     | Pro Tour Grand Finals              | 1996 | Tian Jin        | CHN  | Halbfinale    | Viertelfinale |            |      |
| USA     | Weltmeisterschaft                  | 2008 | Guangzhou       | CHN  |               |               |            | 12   |
| USA     | Weltmeisterschaft                  | 2007 | Zagreb          | HRV  | Viertelfinale | letzte 16     | letzte 128 |      |
| CHN     | Weltmeisterschaft                  | 1997 | Manchester      | ENG  | letzte 16     | Viertelfinale | letzte 16  | 1    |
| CHN     | Weltmeisterschaft                  | 1995 | Tianjin         | CHN  | letzte 64     | Halbfinale    | letzte 16  |      |
| USA     | World Cup                          | 2007 | Chengdu         | CHN  | 9.–12. Platz  |               |            |      |
| USA     | World Cup                          | 2006 | Urumqi          | CHN  | 9.–12. Platz  |               |            |      |
| CHN     | World Cup                          | 1997 | Shanghai        | CHN  | 5.–8. Platz   |               |            |      |
| CHN     | World Cup                          | 1996 | Hong Kong       | HKG  | 3             |               |            |      |
| CHN     | WTC-World Team Cup                 | 1994 | Nimes           | FRA  |               |               |            | 3    |